# Maison Veljković
La maison Veljković (en serbe cyrillique : Кућа Вељковића ; en serbe latin : Kuća Veljkovića) est située à Belgrade, la capitale de la Serbie, dans la municipalité urbaine de Savski venac. Construite en 1883, elle est inscrite sur la liste des biens culturels de la ville de Belgrade.

## Présentation

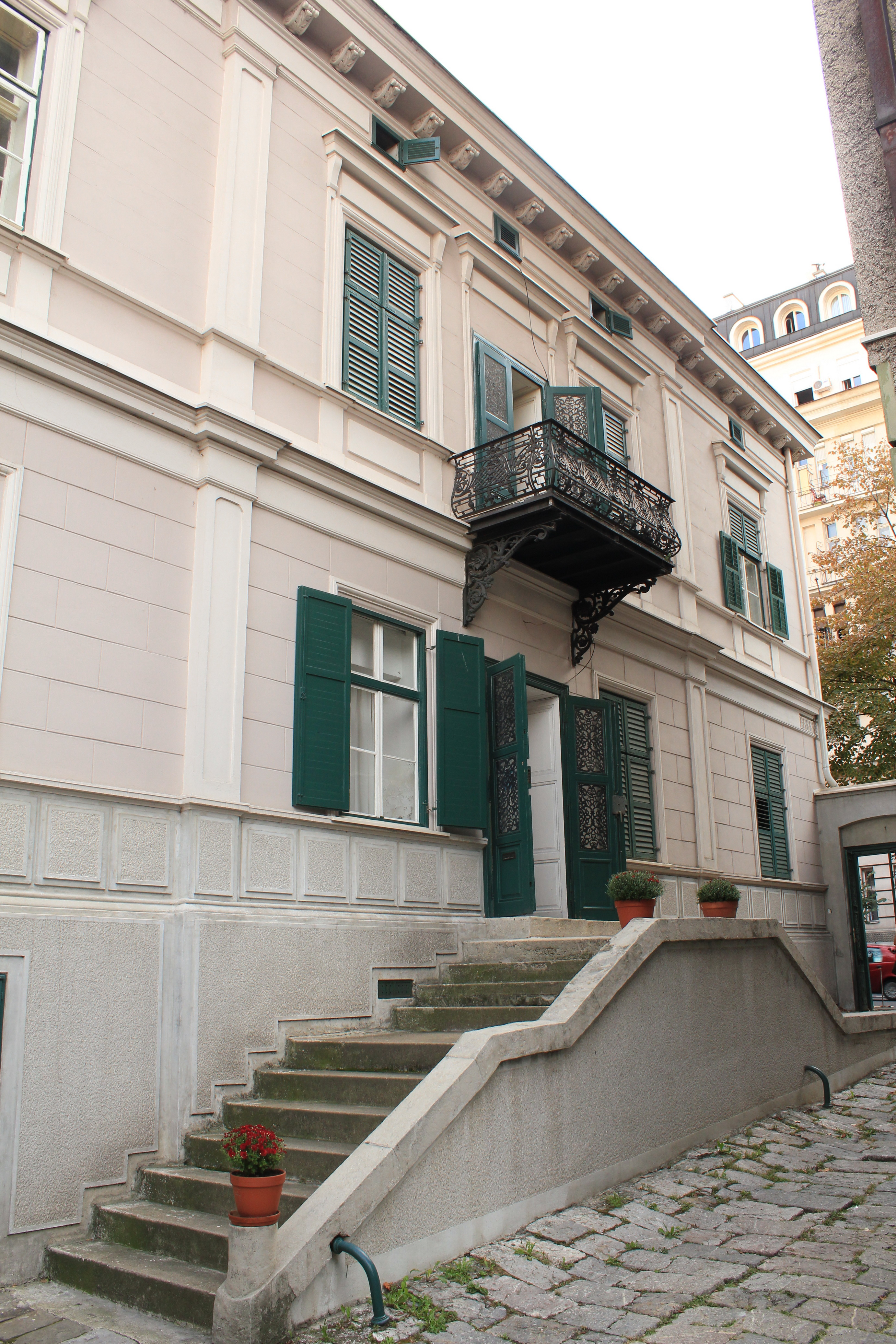
Façade sur cour

La maison de la famille Veljković, située 21 rue Birčaninova, a été construite en 1883 dans un style académique. Dotée d'un rez-de-chaussée et d'un étage, elle est située à l'angle de deux rues, avec deux façades identiques.
Dans la cour de la maison se trouve également un bâtiment à usage résidentiel, construit entre 1878 et 1883. Le pavillon des arts, quant à lui, a été construit en 1931, d'après des plans de l'architecte Vojislav Đokić et de l'ingénieur Aleksandar Gavrilović ; il a été spécialement conçu pour exposer la riche collection de peintures et de sculptures de la famille.
La valeur de la maison tient aussi à la famille Veljković elle-même, qui a donné de nombreuses personnalités dans les domaines de la politique, du droit, de l'armée et des arts.